# Triad (organisation)
Triad (förenklad kinesiska: 三合会; traditionell kinesiska: 三合會) är en typ av brottssyndikat i Hongkong, Fastlandskina, Macao, Taiwan och runt om i världen där stor mängd kinesiska invånare finns.
Huvudsakliga inkomster kommer bland annat från narkotikahandel, penningtvätt, falskmynteri, koppleri, utpressning, kontraktsmord, spelfusk och från piratkopiering av DVD-skivor, CD-skivor och andra produkter.

## Historia
Triaderna började på 1700-talet som en motståndsgrupp mot Qingdynastin; denna gruppering kallades för Tiandihui (Föreningen Himmel och Jord), med målsättningen att störta Qingdynastin och återinföra Mingdynastin. I takt med att Tiandihui växte bildades olika grenar, ett av många namn var "tre harmoniernas förening" som refererar till harmonin mellan himlen, jorden och människan. Namnet triaderna myntades av britterna under deras styre av Hongkong baserat på just de "tre harmoniernas förening".
Efter att kommunistpartiet tog över makten i Kina 1949 flyttade triaderna i Fastlandskina den huvudsakliga verksamheten till Hongkong.
Idag finns det 57 triadgrupperingar i Hongkong, de minsta har runt 50 medlemmar till de största som består av uppåt 2 000 000 medlemmar. De mest kända är Sun Yee On, Wo Shing Wo, 14K, Soi Fong, United Bamboo Gang och Dai Bao.[källa behövs]

## Triader i populärkulturen
- A Better Tomorrow
- Dödligt Vapen 4
- Infernal Affairs
- Young and Dangerous
- Rush Hour 2
- Rush Hour 3
- The Getaway
- War
- Year of the Dragon
- Grand Theft Auto: Chinatown Wars
- Grand Theft Auto: San Andreas
- Sleeping Dogs
- Arrow
- Sons of Anarchy
- Revenge of the Green Dragons